# Campeonato do Mundo de Hóquei em Patins Masculino de 2026
O Campeonato do Mundo de Hóquei em Patins de 2026 É a 47ª edição desta prova, integrada na quinta edição dos Jogos Mundiais de Patinagem. Vai realizar-se em Assunção, no Paraguai . 

## Qualificação
A qualificação para o campeonato do mundo tem por base a classificação nos campeonatos continentais:
- Campeonato Europeu de Hóquei em Patins Masculino de 2025
- Campeonato Pan-Americano de Hóquei em Patins de 2025
- Campeonato Africano de Hóquei em Patins de 2025
- Campeonato Asiático de Hóquei em Patins de 2025

| Campeonato do Mundo | Campeonato do Mundo | Campeonato do Mundo |       | Taça Intercontinental | Taça Intercontinental | Taça Intercontinental |               | Taça Challenger | Taça Challenger | Taça Challenger |     | Taça Challenger | Taça Challenger | Taça Challenger |
| Cont.               | Pais                | Pr.                 | Cont. | Pais                  | Pr.                   | Cont.                 | Pais          | Pr.             | Cont.           | Pais            | Pr. |                 |                 |                 |
| ------------------- | ------------------- | ------------------- | ----- | --------------------- | --------------------- | --------------------- | ------------- | --------------- | --------------- | --------------- | --- | --------------- | --------------- | --------------- |
| EUR 1               |                     |                     | PAM 2 |                       |                       | A/O 2                 | Índia         |                 | AF 3            |                 |     |                 |                 |                 |
| PAM 1               |                     |                     | EUR 7 |                       |                       | A/O 3                 | Macau         |                 | AF 4            |                 |     |                 |                 |                 |
| EUR 2               |                     |                     | PAM 3 |                       |                       | A/O 4                 | Japão         |                 | AF 5            |                 |     |                 |                 |                 |
| EUR 3               |                     |                     | PAM 4 |                       |                       | A/O 5                 | Nova Zelândia |                 | PAM             |                 |     |                 |                 |                 |
| EUR 4               |                     |                     | EUR 8 |                       |                       | A/O 6                 | China         |                 | PAM             |                 |     |                 |                 |                 |
| AF 1                |                     |                     | PAM 5 |                       |                       | A/O 7                 | Hong Kong     |                 | EUR             |                 |     |                 |                 |                 |
| EUR 5               |                     |                     | A/O 1 | Taipé Chinesa         |                       |                       |               |                 |                 |                 |     |                 |                 |                 |
| EUR 6               |                     |                     | AF 2  |                       |                       |                       |               |                 |                 |                 |     |                 |                 |                 |
|                     |                     |                     |       |                       |                       |                       |               |                 |                 |                 |     |                 |                 |                 |

## Internacional
- world skate
- ws america
- ws europe
- FPP
- CBHP
- chile
- HóqueiPatins.pt
- hoqueipt